# كيفن كيلي (موسيقي)
كيفن كيلي (بالإنجليزية: Kevin Kelley)‏ هو موسيقي أمريكي، ولد في 25 مارس 1943 في مقاطعة لوس أنجلوس في الولايات المتحدة، وتوفي في 6 أبريل 2002.

## وصلات خارجية
- كيفن كيلي على موقع ميوزك برينز (الإنجليزية)
- كيفن كيلي على موقع ديسكوغز (الإنجليزية)